# Eucalyptus fraxinoides
Espèce
Eucalyptus fraxinoides est une espèce de plantes à fleurs du genre Eucalyptus et de la famille des Myrtaceae.  C'est un grand arbre des régions montagneuses du sud-est de la Nouvelle-Galles du Sud en Australie au tronc parfois incliné qui atteint habituellement entre 20 et 40 mètres de hauteur. Il a une écorce gris foncé légèrement fibreuse qui laisse apparaitre au-dessous après sa chute de grandes plaques de gribouillis couleur cuivre dues à des insectes. Les feuilles sont alternes, lancéolées, brillantes concolores et mesurent de 8 à 16 cm de longueur. Les fleurs sont blanches.

## Référence
1. ↑  IPNI. International Plant Names Index. Published on the Internet http://www.ipni.org, The Royal Botanic Gardens, Kew, Harvard University Herbaria & Libraries and Australian National Botanic Gardens., consulté le 29 juillet 2020.